# الکتریسته ساکن

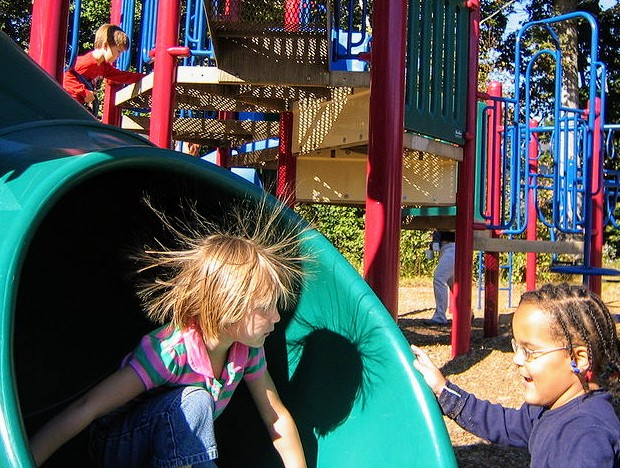
تماس با سرسره موهای کودک سمت چپ را دارای بار مثبت کرده به طوری که یکدیگر را دفع می‌کند که این به‌دلیل وجود بارهای همنام نیز می‌باشد. این موها می‌تواند جذب سرسره که دارای بار منفی است شوند {اینجا چون یکی دارای بار مثبت و دیگری منفی است یعنی نیروی بارهای ناهمنام به وجود می اید پس یکدیگر را جذب میکنند.

الکتریسیتهٔ ساکن، عدم تعادل بارهای الکتریکی در داخل یا روی سطح یک ماده است. بار الکتریکی؛ تا زمانی که قادر به حرکت با استفاده از یک جریان یا تخلیه الکتریکی نباشد، در جای ثابت خود الکتریسیتهٔ ساکن است. الکتریسیتهٔ ساکن در مقایسه با جریان الکتریکی است که جریان از طریق سیم یا دیگر هادی‌های انتقال انرژی منتقل می‌شود.
بار الکتریکی ساکن هر زمان که دو سطح تماس داده شده و جدا شوند و حداقل یکی از سطوح دارای مقاومت بالا در برابر جریان الکتریکی (و در نتیجه یک عایق برق) باشد. اثرات الکتریسیتهٔ ساکن برای اکثر مردم آشنا هستند، چرا که مردم می‌توانند جرقهٔ الکتریکی را حس کرده، بشنوند یا حتی ببینند. جرقهٔ الکتریکی خنثی شدن بار اضافی است که می‌تواند از طریق تماس با یک هادی الکتریکی (برای مثال یک مسیر به زمین) یا چیزی با بار مخالف زیاد اتفاق بیفتد. پدیدهٔ آشنای یک شوک استاتیک – مخصوصا تخلیه الکترواستاتیک – ناشی از خنثی سازی بار می‌باشد.